# 孤峰覚明

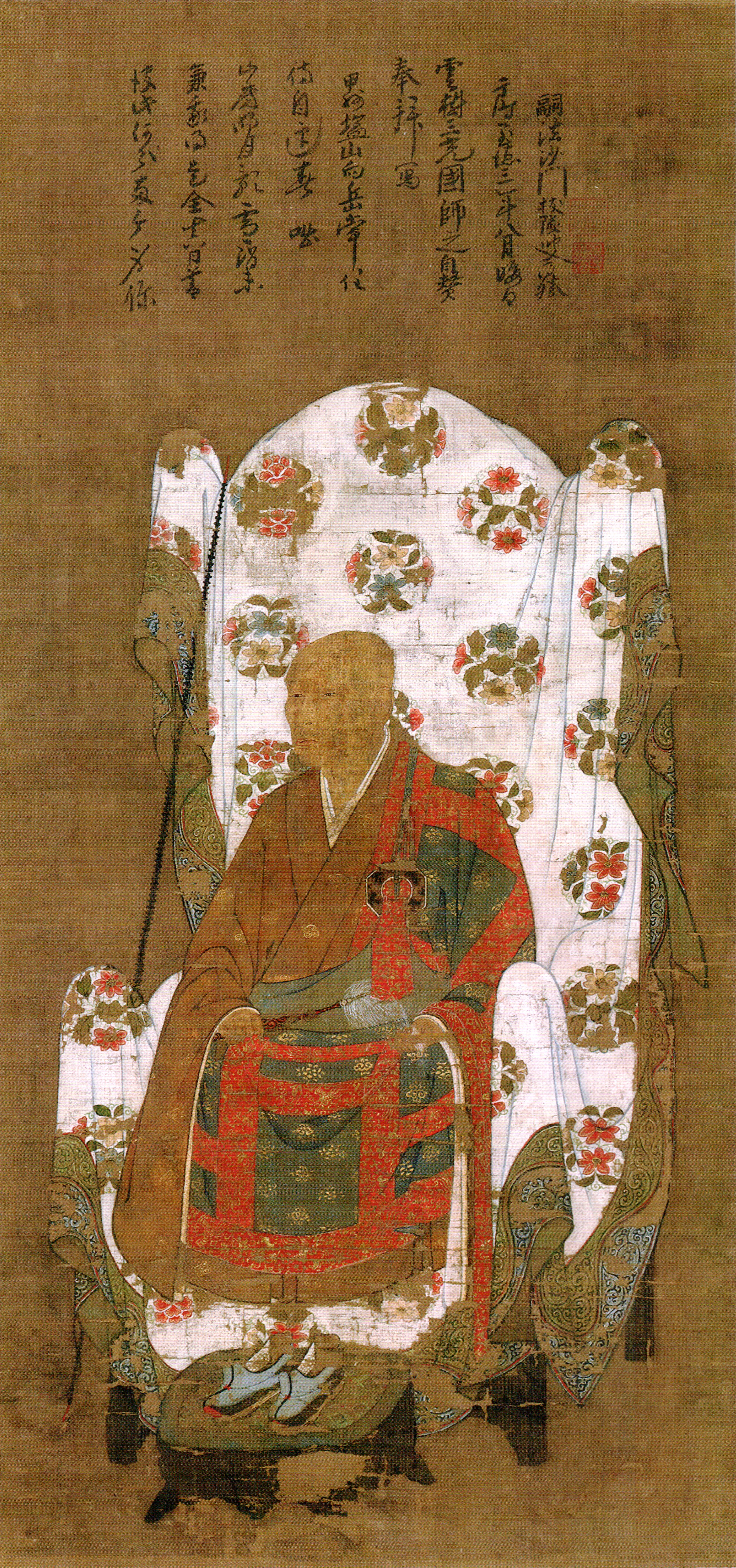
孤峰覚明像（向嶽寺蔵）

孤峰覚明（こほうかくみょう、文永8年〈1271年〉 - 康安元年/正平16年5月24日〈1361年6月27日〉）は、鎌倉時代後期から南北朝時代にかけての臨済宗の僧。俗姓は平氏。諱は覚明。道号は孤峰。

## 略歴
陸奥国会津の出身。7歳で出家し、比叡山延暦寺で受戒し、天台教学を学んだ。教外別伝の禅宗があることを知り、紀伊国興国寺において入宋僧である心地覚心に参禅し、更に出羽国の了然法明、那須雲岩寺の高峰顕日、博多崇福寺の南浦紹明に師事し本格的な禅宗を学ぶ。応長元年（1311年）、中国（元）に渡り、天目山の中峰明本・古林清茂などに参禅したのち帰国した。鎌倉建長寺の南浦紹明・能登国永光寺の瑩山紹瑾に師事したのち、出雲国に雲樹寺を開いた。
鎌倉幕府に対して挙兵し、伯耆国船上山にいた後醍醐天皇に招かれて天皇からの諮問に答え、建武2年（1335年）に国済国師の号と天長雲樹興聖禅寺の額を賜った。その後、京都南禅寺に招かれたがこれを辞退し、紀伊に下って興国寺を再興。再び上洛して妙光寺住持となった。正平2年/貞和3年（1347年）、南朝の後村上天皇に衣鉢戒法を与え、天皇から三光国師の号を賜った。
頂相は島根県安来市の雲樹寺や山梨県甲州市の向嶽寺などに所蔵されている。
大阪府堺市西区と高石市には「浜寺」と呼ばれる地域があるが、この地に三光国師が建立した「大雄寺」が吉野山日雄寺に対して「浜寺」と呼ばれたことに由来する。なお、現在の堺市西区浜寺諏訪森町中2丁に「三光橋」、「三光会館」と三光国師に由来するものが残っている。
寺院の玄関等でよく掲げられる「照顧脚下」の語は覚明の言葉という（『禅林類聚』巻二十）。